# Physocephala nigra
Physocephala nigra – gatunek muchówki z podrzędu krótkoczułkich i rodziny wyślepkowatych.
Gatunek ten opisany został w 1776 roku przez Charlesa De Geera jako Conops nigra.
Muchówka o wydłużonym ciele długości od 16 do 18 mm. Głowa jej ma czarną, podłużną przepaskę biegnącą na czole i twarzy, dochodzącą do krawędzi otworu gębowego. Czułki są jasnoczerwone. Barwa przezmianek jest żółta. Odnóża są rudawe. Odwłok jest czarny, w części nasadowej silnie przewężony. Tylne brzegi segmentów odwłoka zdobią wąskie przepaski żółtego koloru.
Owad znany z Wielkiej Brytanii, Francji, Belgii, Holandii, Niemiec, Danii, Szwecji, Finlandii, Austrii, Włoch, Polski, Czech, i Węgier. Larwy są pasożytami trzmiela żółtego.